# Romeo Sartori
Romeo Arturo Sartori (Canove, 16 maggio 1897 – Lago di Varese, 3 agosto 1933) è stato un militare e aviatore italiano, distintosi durante il corso della prima guerra mondiale dove abbatté tre aerei nemici. Nel dopoguerra fu apprezzato pilota acrobatico, partecipando a numerose gare acrobatiche nazionali e internazionali, e pilota collaudatore della Macchi. Curò la messa a punto dei caccia Fiat C.R.20 e Ansaldo AC.2 e dell'idrovolante da competizione Macchi M.39, poi vincitore dell'edizione della Coppa Schneider del 1926.

## Biografia
Nacque a Canove il 16 maggio 1897. 
Dopo l'entrata in guerra del Regno d'Italia, fu arruolato nel Regio Esercito assegnato al Battaglione Aviatori di Torino. Nel 1916 conseguì il brevetto di mitragliere d'aeroplano, e fu assegnato ad una delle squadriglie operanti dell'Alto Adriatico. Nel 1917 conseguì il brevetto di pilota e nell'estate del 1918 raggiunse il fronte assegnato in forza alla 83ª Squadriglia di stanza sul campo di aviazione di San Pietro in Gu. Sempre nell'estate 1918 si distinse nel combattimento abbattendo due aerei nemici, di cui uno il 22 ottobre sul Monte Verena. 
Promosso sergente maggiore, e decorato con una Medaglia d'argento al valor militare al 4 novembre è nella 82ª Squadriglia del Campo di aviazione di Gazzo, dopo la fine del conflitto fu trasferito alla 76ª Squadriglia caccia, e poi al campo d'aviazione di Ghedi in qualità di istruttore di acrobazia. Nel 1919 e nel 1920 si distinse in numerose manifestazioni aviatorie, e nel 1921 vinse le gare di acrobazia e di stile nel Circuito delle Marche. Nel 1922 vinse le gare di acrobazia e di combattimento aereo nel Primo Convegno Aereo Nazionale di Firenze. Nel 1923, durante la Riunione internazionale svoltasi sul campo d'aviazione di Taliedo batte in una gara simulata di combattimento aereo il celebre asso francese Georges Madon. Nel 1925, dopo una severa selezione tra i piloti delle squadriglie da caccia, fu designato a rappresentare l'Italia nelle gare mondiali di acrobazia aerea svoltasi a Ginevra, in Svizzera. Mentre stava eseguendo una serie di acrobazie, un irreparabile guasto al motore portò alla sua esclusione dalla gara. Il colonnello Mario Bernasconi lo incaricò personalmente di seguire la messa a punto dei nuovi caccia Fiat C.R.20 e Ansaldo AC.2.
Divenuto collaudatore per la Macchi, nel 1926 provò in volo il nuovo idrovolante da competizione Macchi M.39 con cui Mario de Bernardi vinse l'edizione di quell'anno della Coppa Schneider a Norfolk, negli Stati Uniti d'America. Prese parte a numerose edizioni della Coppa d'Italia con il Macchi M.20, e vinse il concorso nazionale per velivoli da turismo sul Macchi M.70.
Morì il 3 agosto 1933, dopo essere decollato con un  idrovolante della Società aerea mediterranea dall'idroscalo della Schiranna, precipitando nel lago di Varese. Nel 1936 gli fu intitolato l'aeroporto di Asiago.

### Annotazioni
1. ↑  Nel mese di agosto attaccò per errore un caccia britannico Sopwith Camel, che fortunatamente non riportò alcun danno.
2. ↑  Come istruttore di volo ed ebbe fra i suoi allievi Tommaso Dal Molin e Francesco Agello.
3. ↑  Insieme a lui parteciparono alla messa a punto i piloti Arturo Ferrarin, Adriano Bacula, Vittorio Centurione Scotto e Mario De Bernardi, che in solo due mesi misero a punto un aereo di concezione estremamente avanzata per l'epoca, equipaggiato con un motore Fiat AS.2 da 800 CVche si dimostrava terribilmente incline ad incendiarsi.

### Fonti
1. 1 2 3 4 5 6 7 8 9 10 11 12 13 14  Mancini 1936, p. 542.